# Porta Ticinese
A Porta Ticinese (Ticinói-kapu) egyike volt a középkori Milánó városkapuinak.

## Története
A ma is látható klasszicista építményt Luigi Cagnola építette 1801 és 1814 között a város legfontosabb kapuja helyén.  Felirata Alla pace sospirata dai popoli (a népek által óhajtott béke) a napóleoni háborúknak állít emléket.  Az eredeti kapu 1171-ben épült. A Bonaparte tábornok által kreált Ciszalpin Köztársaság idején Porta Marengo néven volt ismert.